# Mistrzostwa Europy w piłce nożnej kobiet
Mistrzostwa Europy w piłce nożnej kobiet, inaczej Euro (ang. UEFA Women's Championship) – międzynarodowy turniej piłkarski w Europie organizowany co 4 lata, wcześniej co dwa, przez Unię Europejskich Związków Piłkarskich (UEFA) dla zrzeszonych piłkarskich reprezentacji krajowych kobiet. 

## Historia
Największy turniej kobiet w piłce nożnej rozgrywany na „starym kontynencie. Poprzednikiem turnieju w latach 80. XX wieku były rozgrywki Europejskie rozgrywki dla drużyn kobiecych. W 1991 roku po raz pierwszy rozgrywki rozgrywano pod obecną nazwą. W 1991 i 1995 roku turniej finałowy był jednocześnie turniejem kwalifikacyjnym do mistrzostw świata. Od 1999 roku istnieje ten sam system kwalifikacji do obu turniejów jak u mężczyzn.
Dotychczas w turnieju uczestniczyło trzynaście zespołów, jednak tylko trzy zdobyły tytuł mistrzowski. Do tej pory najwięcej tytułów zdobyła reprezentacja Niemiec, która na 13 edycji turnieju 8 razy zdobywała mistrzostwo. Dwukrotnie zwyciężyły Norweżki, zaś po razie Szwedki, Holenderki i Angielki.
Dotychczas Reprezentacja Polski nie uczestniczyła w mistrzostwach. Zadebiutuje ona podczas Mistrzostw Europy 2025.

## Format rozgrywek
W turnieju początkowo uczestniczyły cztery zespoły, które w dwóch rundach decydowały o mistrzostwie Europy. W 1997 roku liczbę uczestniczek powiększono do ośmiu zespołów, w wyniku czego poszerzono format rozgrywek o fazę grupową, po której następowała dwurundowa faza pucharowa. Format ten przetrwał dwie edycje, po których zdecydowano się na powiększenie liczby uczestniczek do 12 drużyn, które podzielone były na trzy grupy, spośród nich osiem drużyn kwalifikowało się do fazy pucharowej. W 2017 roku turniej został rozszerzony do 16 drużyn.

## Medalistki Mistrzostw Europy
| Rok            | Gospodarz            |                                        | Finał                                  | Finał                                  | Finał                 |                       | Mecz o 3. miejsce     | Mecz o 3. miejsce | Mecz o 3. miejsce |  | Liczba finalistów |
| Rok            | Gospodarz            | Mistrz                                 | Wynik                                  | Wicemistrz                             | 3. miejsce            | Wynik                 | 4. miejsce            |                   |                   |  | Liczba finalistów |
|                |                      | Europejskie rozgrywki drużyn kobiecych | Europejskie rozgrywki drużyn kobiecych | Europejskie rozgrywki drużyn kobiecych |                       |                       |                       |                   |                   |  |                   |
| -------------- | -------------------- | -------------------------------------- | -------------------------------------- | -------------------------------------- | --------------------- | --------------------- | --------------------- | ----------------- | ----------------- |  | ----------------- |
| 1984 Szczegóły | Dwumecz              | Szwecja                                | 1:1 po dogr. 4:3 kar.                  | Anglia                                 | / Dania i Włochy      | / Dania i Włochy      | / Dania i Włochy      |                   |                   |  |                   |
| 1987 Szczegóły | Norwegia             | Norwegia                               | 2:1                                    | Szwecja                                | Włochy                | 2:1                   | Anglia                | 4                 |                   |  |                   |
| 1989 Szczegóły | RFN                  | RFN                                    | 4:1                                    | Norwegia                               | Szwecja               | 2:1 po dogr.          | Włochy                | 4                 |                   |  |                   |
|                |                      | Mistrzostwa Europy                     |                                        |                                        |                       |                       |                       |                   |                   |  |                   |
| 1991 Szczegóły | Dania                | Niemcy                                 | 3:1 po dogr.                           | Norwegia                               | Dania                 | 2:1                   | Włochy                | 4                 |                   |  |                   |
| 1993 Szczegóły | Włochy               | Norwegia                               | 1:0                                    | Włochy                                 | Dania                 | 3:1                   | Niemcy                | 4                 |                   |  |                   |
| 1995 Szczegóły | Niemcy               | Niemcy                                 | 3:2                                    | Szwecja                                | / Anglia i Norwegia   | / Anglia i Norwegia   | / Anglia i Norwegia   | 4                 |                   |  |                   |
| 1997 Szczegóły | / Norwegia i Szwecja | Niemcy                                 | 2:0                                    | Włochy                                 | / Hiszpania i Szwecja | / Hiszpania i Szwecja | / Hiszpania i Szwecja | 8                 |                   |  |                   |
| 2001 Szczegóły | Niemcy               | Niemcy                                 | 2:1 po dogr.                           | Szwecja                                | / Dania i Norwegia    | / Dania i Norwegia    | / Dania i Norwegia    | 8                 |                   |  |                   |
| 2005 Szczegóły | Anglia               | Niemcy                                 | 3:1                                    | Norwegia                               | / Finlandia i Szwecja | / Finlandia i Szwecja | / Finlandia i Szwecja | 8                 |                   |  |                   |
| 2009 Szczegóły | Finlandia            | Niemcy                                 | 6:2                                    | Anglia                                 | / Holandia i Norwegia | / Holandia i Norwegia | / Holandia i Norwegia | 12                |                   |  |                   |
| 2013 Szczegóły | Szwecja              | Niemcy                                 | 1:0                                    | Norwegia                               | / Dania i Szwecja     | / Dania i Szwecja     | / Dania i Szwecja     | 12                |                   |  |                   |
| 2017 Szczegóły | Holandia             | Holandia                               | 4:2                                    | Dania                                  | / Anglia i Austria    | / Anglia i Austria    | / Anglia i Austria    | 16                |                   |  |                   |
| 2022 Szczegóły | Anglia               | Anglia                                 | 2:1 po dogr.                           | Niemcy                                 | / Francja i Szwecja   | / Francja i Szwecja   | / Francja i Szwecja   | 16                |                   |  |                   |
| 2025 Szczegóły | Szwajcaria           | Anglia                                 | 1:1 po dogr. 3:1 kar.                  | Hiszpania                              | / Niemcy i Włochy     | / Niemcy i Włochy     | / Niemcy i Włochy     | 16                |                   |  |                   |

## Klasyfikacja medalowa
| Miejsce | Państwo   | 1. miejsca | 2. miejsca | 3. miejsca |
| ------- | --------- | ---------- | ---------- | ---------- |
| 1.      | Niemcy    | 8          | 1          | 1          |
| 2.      | Norwegia  | 2          | 4          | 3          |
| 3.      | Anglia    | 2          | 2          | 2          |
| 4.      | Szwecja   | 1          | 3          | 5          |
| 5.      | Holandia  | 1          | 0          | 1          |
| 6.      | Włochy    | 0          | 2          | 3          |
| 7.      | Dania     | 0          | 1          | 2          |
| 8.      | Hiszpania | 0          | 1          | 1          |
| 9.      | Finlandia | 0          | 0          | 1          |
| 9.      | Austria   | 0          | 0          | 1          |
| 9.      | Francja   | 0          | 0          | 1          |